# 埃文·金
埃文·金（Evan King，1992年3月25日—），美国男子网球运动员，目前主攻双打。
金在ATP挑战巡回赛上赢得了14个双打冠军。在ITF男子世界网球巡回赛上，金拥有6个单打冠军和22个双打冠军。
金曾三度入选校际网球协会（ITA）全美最佳阵容（2011-13年）、两届十大联盟年度最佳运动员（2012-13年）以及四次入选十大联盟球员（2010-13年）。
金首次参加ATP巡回赛是在2009年德尔雷比奇国际网球锦标赛，当时他17岁。在2021年美国网球公开赛上他搭档亨特·里斯首次进入大满贯赛事第三轮。
2023年7月31日，他进入ATP双打世界排名前100名。